# Distrito de Bačka del Sur
El Distrito de Bačka del Sur (en serbio: Јужнобачки округ, Južnobački okrug) es un distrito al norte de Serbia. Está en la parte sur de la región de Bačka y al norte de parte de la región de Sirmia, en Voivodina. Su población es de 593 666 habitantes. La ciudad principal y capital del distrito es Novi Sad, la cual es la ciudad más grande y capital de Voivodina.

## Municipios

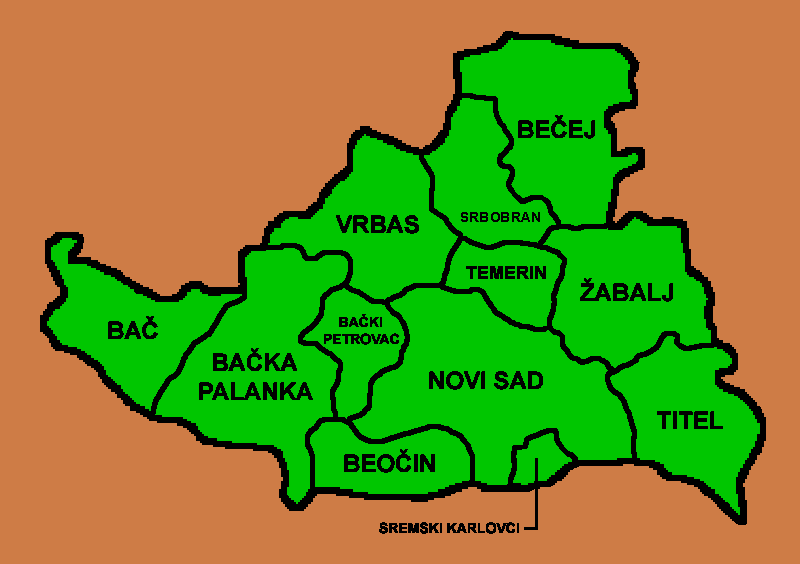
Municipios del Distrito de Bačka del Sur.

El Distrito se divide en 11 municipios y la ciudad de Novi Sad, la cual se divide en dos municipios urbanos.
Los municipios son:
- Bač
- Bečej (húngaro: Óbecse)
- Bačka Palanka
- Bački Petrovac (eslovaco: Báčsky Petrovec)
- Beočin
- Srbobran
- Sremski Karlovci
- Temerin
- Titel
- Vrbas
- Žabalj

La Ciudad de Novi Sad se divide en dos municipios que son:
- Novi Sad
- Petrovaradin